# Team Type 1/2011
Deze pagina geeft een overzicht van de Team Type 1 wielerploeg in 2011.

## Algemeen
Algemeen manager: Vasili Davidenko
Ploegleiders: Mike Carter, Massimo Podenzana
Fietsmerk: Orbea

## Renners
| Naam               | Geboortedatum | Nationaliteit    | Ploeg 2010                       |
| ------------------ | ------------- | ---------------- | -------------------------------- |
| Alessandro Bazzana | 16-07-1984    | Italië           | Fly V Australia                  |
| Rubens Bertogliati | 09-05-1979    | Zwitserland      | Androni Giocattoli               |
| László Bodrogi     | 11-12-1976    | Frankrijk        | Team Katjoesja                   |
| Alex Bowden        | 29-12-1989    | Verenigde Staten |                                  |
| Fabio Calabria     | 27-08-1987    | Australië        |                                  |
| Daniele Callegarin | 21-09-1982    | Italië           | Centri della Calzatura-Cavaliere |
| Aleksandr Jefimkin | 02-12-1981    | Rusland          | AG2R-La Mondiale                 |
| Vladimir Jefimkin  | 02-12-1981    | Rusland          | AG2R-La Mondiale                 |
| William Dugan      | 15-01-1987    | Verenigde Staten |                                  |
| Joe Eldridge       | 16-06-1982    | Verenigde Staten |                                  |
| Andrea Grendene    | 04-07-1986    | Italië           | Lampre-Farnese Vini              |
| Aldo Ino Ilešič    | 01-09-1984    | Slovenië         |                                  |
| Bernardus Kerkhof  | 04-09-1987    | Nederland        | Neo, tot 30-06                   |
| Benjamin King      | 14-10-1988    | Australië        | Trek-Livestrong                  |
| Valeriy Kobzarenko | 05-02-1977    | Oekraïne         |                                  |
| Jure Kocjan        | 18-10-1984    | Slovenië         | CarmioOro-NGC                    |
| Tyler Magner       | 03-05-1991    | Verenigde Staten | Stagiair                         |
| Javier Mejías      | 30-09-1983    | Spanje           |                                  |
| Iván Melero        | 08-04-1983    | Spanje           | Burgos 2016-Castilla y León      |
| Kiel Reijnen       | 01-06-1986    | Verenigde Staten | Jelly Belly presented by Kenda   |
| Joey Rosskopf      | 05-09-1989    | Verenigde Staten | Stagiair                         |
| Aleksej Schmidt    | 17-04-1983    | Rusland          | Geen ploeg                       |
| Scott Stewart      | 02-02-1987    | Verenigde Staten |                                  |
| Martijn Verschoor  | 04-05-1985    | Nederland        |                                  |

## Belangrijke overwinningen
| Ronde van Turkije Eindklassement: Aleksandr Jefimkin Tour de Beauce 2e etappe: Martijn Verschoor Ronde van Rwanda 1e etappe: Kiel Reijnen 2e etappe: Kiel Reijnen 3e etappe: Kiel Reijnen 4e etappe: Joey Rosskopf 5e etappe: Kiel Reijnen Eindklassement: Kiel Reijnen |

2008 · 2009 · 2010 · 2011 · 2012 · 2013 · 2014 · 2015 · 2016 · 2017 · 2018 · 2019· 2020· 2021 · 2022 · 2023 · 2024 · 2025